# 天主教里加總教區
天主教里加總教區（拉丁語：Archidioecesis Rigensis）是羅馬天主教在拉脫維亞的一個教省總教區，下轄三個教區。
總教區包括傳統上稱為利沃尼亞的地區。2010年有教友220,000人，佔轄區總人口17.9%。教區下轄七十三個堂區，有四十五名司鐸。現任總主教為茲比格涅夫斯·斯坦克維奇斯，輔理主教為安德肋·克拉瓦利斯，榮休總主教為雅尼斯·普亞茲樞機。

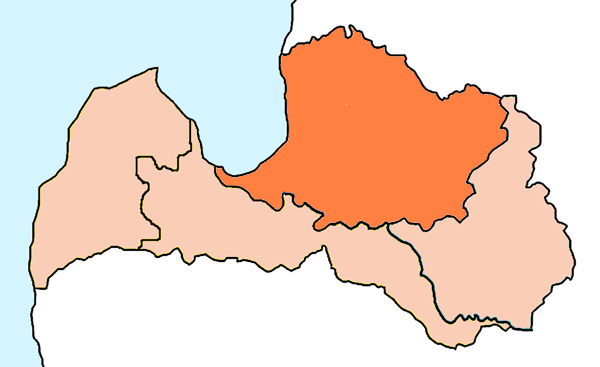
里加總教區管轄範圍圖

始於1186年，時稱利沃尼亞教區。1202年易名為里加教區。1255年1月20日升為總教區。1561年因宗教改革撤銷。1918年9月22日教區恢復，1923年10月25日恢復總教區地位。1937年5月8日升為教省總教區。